# ریلتسی
ریلتسی (به بلغاری: Riltsi) یک منطقهٔ مسکونی در بلغارستان است که در شهرستان بلاگووگراد واقع شده‌است. ریلتسی ۴٫۸۵۴ کیلومتر مربع مساحت و ۷۹۸ نفر جمعیت دارد و ۳۰۰ متر بالاتر از سطح دریا واقع شده‌است.